# Bombardeamento de Singapura (1944-1945)

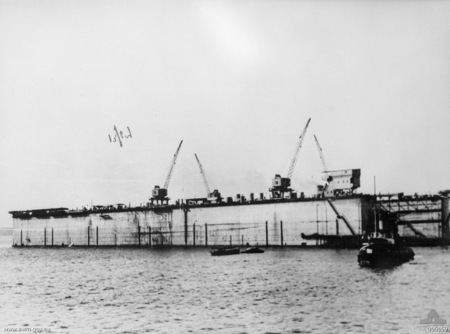
Doca flutuante do Almirantado IX na Base da Marinha de Singapura em março de 1941. Esta doca seca foi alvo de dois ataques da USAAF em 1945

O Bombardeamento de Singapura ( 1944-1945 ) foi uma campanha militar conduzida pelas forças aéreas Aliadas durante a Segunda Guerra Mundial. Unidades de bombardeiros de longo alcance das Forças Aéreas do Exército dos Estados Unidos procederam a um total de 11 ataques aéreos na cidade de Singapura, então ocupada pelos japoneses, entre novembro de 1944 e março de 1945. A maioria desses ataques foram direcionados às instalações navais e aos estaleiros da ilha. Após a realocação dos bombardeiros americanos, a Real Força Aérea Britânica assumiu a responsabilidade pela aposição de minas marítimas e operações militares congêneres nas proximidades de Singapura, continuando até 24 de maio de 1945.
Os ataques tiveram os resultados mais diversos. Enquanto danos significativos foram efetivamente infligidos em importante bases navais de Singapura e de seu porto, alguns ataques a esses alvos não foram bem sucedidos e os ataques a instalações de armazenamento de petróleo nas ilhas próximas a Singapura foram ineficazes. A campanha de alocação de minas dificultou a circulação de navios japoneses na área de Singapura, resultando na perda de três navios e danos significativos em outros dez, mas não foi decisivo. Os ataques aéreos aliados tiveram sucesso em levantar o ânimo da população civil de Singapura, que foi levada a crer que o bombardeio marcava a libração iminente da cidade. O número total de vítimas civis dos bombardeios foi baixo, embora trabalhadores tenham sido mortos durante os ataques a instalações militares; um  dos ataque rendeu centenas de pessoas desabrigadas.